# Wolrad II de Waldeck
Wolrad II de Waldeck (également orthographié Vollrad, surnommé le Savant; 27 mars 1509 à Eilhausen, qui fait maintenant partie de Bad Arolsen - 15 avril 1575 à Eilhausen) est le fils de Philippe III de Waldeck (9 décembre 1486 - 20 juin 1539) et d'Adalheid de Hoya (1472 – 11 avril 1539).
Il est le comte de Waldeck-Eisenberg de 1539 jusqu'à sa mort, et l'ancêtre de la Maison de Waldeck-Eisenberg. De 1547 jusqu'à sa mort en 1578, il séjourne dans le Château d'Eau à Eilhausen.

## Mariage et descendance
Le 6 juin 1546, il épouse Anastasia Günthera de Schwarzbourg-Blankenbourg (31 mars 1528 – 1er avril 1570), fille d'Henri XXXII de Schwarzbourg-Blankenbourg (1498-1538) et de Catherine de Henneberg (1508-1567). Le couple a les enfants suivants:
1. Catherine (20 septembre 1547 - 8 juillet 1613), Abbesse de l'abbaye de Schaaken
2. François (avril 1549)
3. Élisabeth (28 avril 1550 - 1550)
4. Anne-Erika de Waldeck (de) (17 septembre 1551; 15 octobre 1611), à partir de 1589 jusqu'à sa mort, abbesse de l'Abbaye de Gandersheim
5. Henri (3 novembre 1552 - 1552)
6. Josias (18 mars 1554 - 6 août 1588), marié avec Marie de Barby (1563-1619)
7. Adelheid Walpurga (11 septembre 1555 - 1570)
8. Amélie (28 février 1558 - 1562)
9. Jean (13 juillet 1559)
10. Jutta (12 novembre 1560 à Eisenberg - 23 mai 1621 à Greiz), mariée en 1583 avec le comte Henry XVII de Reuss-Oberreiz, (25 juillet 1561 à Glauchau - 8 février 1607 à Greiz)
11. Madeleine Lucie (16 février 1562 - 10 avril 1621)
12. Wolrad III (16 juin 1563 - 11 novembre 1587)
13. Catherine Anastasia (20 mars 1566 - 18 février 1635)